# Eduardus Van Kerckhoven
Eduardus Julianus Hiëronymus Van Kerckhoven (Antwerpen, 29 september 1874 – Lier, 4 maart 1952) was een Belgisch senator.

## Levensloop
Van Kerckhoven was een zoon van Jerome Van Kerckhoven (1842-1920) en van zijn echtgenote Donnez. Eduardus trouwde met de in Münster geboren Lily Köhler (1878-1970) en ze hadden een zoon en een dochter. Hij was handelaar en werd voorzitter van de rechtbank van koophandel in Antwerpen.
In maart 1946 werd hij verkozen tot provinciaal CVP-senator en vervulde dit mandaat tot in 1949.